# جدجد نملي إيراني
جدجد نملي إيراني (الاسم العلمي: Myrmecophilus iranicus) هو نوع من الحشرات يتبع جنس الجدجد النملي من فصيلة الجداجد النملية.